# Zos Kia Cultus (Here and Beyond)
 (octobre 2017).
Si vous disposez d'ouvrages ou d'articles de référence ou si vous connaissez des sites web de qualité traitant du thème abordé ici, merci de compléter l'article en donnant les références utiles à sa vérifiabilité et en les liant à la section « Notes et références ».
Albums de Behemoth
Thelema.6
(2000) Demigod
(2004)
Zos Kia Cultus (Here and Beyond) est le sixième album studio du groupe de Black metal polonais Behemoth. L'album est sorti en 2002 sous le label Avantgarde Music.
Le nom de l'album est une référence à l'école de magie occultiste portant le même nom.

## Musiciens
- Adam "Nergal" Darski - chant, guitare
- Mateusz Maurycy "Havok" Śmierzchalski - guitare
- Marcin "Novy" Nowak - basse
- Zbigniew Robert "Inferno" Promiński - batterie

## Liste des morceaux
| No  | Titre                                  | Durée |
| --- | -------------------------------------- | ----- |
| 1.  | Horns ov Baphomet                      | 6:34  |
| 2.  | Modern Iconoclasts                     | 4:24  |
| 3.  | Here And Beyond (Titanic Turn Ov Time) | 3:25  |
| 4.  | As Above So Below                      | 4:59  |
| 5.  | Blackest ov the Black                  | 3:41  |
| 6.  | Hekau 718                              | 0:42  |
| 7.  | The Harlot ov the Saints               | 2:46  |
| 8.  | No Sympathy for Fools                  | 3:48  |
| 9.  | Zos Kia Cvltvs                         | 5:32  |
| 10. | Fornicatus Benefictus                  | 0:52  |
| 11. | Typhonian Soul Zodiack                 | 4:28  |
| 12. | Heru Ra Ha: Let There Be Might         | 3:03  |